# DCUN1D1
DCUN1D1 (англ. Defective in cullin neddylation 1 domain containing 1) – білок, який кодується однойменним геном, розташованим у людей на короткому плечі 3-ї хромосоми.  Довжина поліпептидного ланцюга білка становить 259 амінокислот, а молекулярна маса — 30 124.
| 10         |  | 20         |  | 30         |  | 40         |  | 50         |
| ---------- |  | ---------- |  | ---------- |  | ---------- |  | ---------- |
| MNKLKSSQKD |  | KVRQFMIFTQ |  | SSEKTAVSCL |  | SQNDWKLDVA |  | TDNFFQNPEL |
| YIRESVKGSL |  | DRKKLEQLYN |  | RYKDPQDENK |  | IGIDGIQQFC |  | DDLALDPASI |
| SVLIIAWKFR |  | AATQCEFSKQ |  | EFMDGMTELG |  | CDSIEKLKAQ |  | IPKMEQELKE |
| PGRFKDFYQF |  | TFNFAKNPGQ |  | KGLDLEMAIA |  | YWNLVLNGRF |  | KFLDLWNKFL |
| LEHHKRSIPK |  | DTWNLLLDFS |  | TMIADDMSNY |  | DEEGAWPVLI |  | DDFVEFARPQ |
| IAGTKSTTV  |  |            |  |            |  |            |  |            |

A: Аланін

C: Цистеїн

D: Аспарагінова кислота

E: Глутамінова кислота

F: Фенілаланін

G: Гліцин

H: Гістидин

I: Ізолейцин

K: Лізин

L: Лейцин

M: Метіонін

N: Аспарагін

P: Пролін

Q: Глутамін

R: Аргінін

S: Серин

T: Треонін

V: Валін

W: Триптофан

Задіяний у таких біологічних процесах як убіквітинування білків, ацетиляція. 
Локалізований у ядрі.